# Chalybion turanicum
Chalybion turanicum là một loài côn trùng cánh màng trong họ Sphecidae, thuộc chi Chalybion. Loài này được Gussakovskij miêu tả khoa học đầu tiên năm 1935.